# 新瓦隆教堂
新瓦隆教堂（荷兰语：Nieuwe Waalse Kerk）是阿姆斯特丹的一座19世纪教堂，临皇帝运河。这是一座折衷主义建筑，混合了新古典主义、罗曼复兴建筑风格，2001年被列为国家遗产。

## 历史
在17和18世纪，大批法国胡格诺教徒来到阿姆斯特丹，先后建立了加尔文派教堂老瓦隆教堂（Oude Waalse Kerk）和新瓦隆教堂，后者创立于1719年，1808年拆除，1841年购买皇帝运河676号房屋，将其拆除，新建了新瓦隆教堂。